# Nicolás Sesma
Nicolás Sesma (Vitoria, España, 1977) es un historiador hispano-francés. Es profesor titular de Historia y civilización españolas en la Universidad de Grenoble Alpes.

## Datos académicos y profesionales
Licenciado en Historia por la Universidad de Zaragoza en 1999, obtuvo una de las becas para investigadores y artistas de la Residencia de Estudiantes de Madrid, donde se alojó entre los años 2000 y 2002 junto a David Mayor, Rosa Huguet, Mercedes Cebrián, Joaquín Pérez Azaústre, Martín Rodríguez-Gaona y Ariadna G. García. Dicha estancia le permitió recuperar la vinculación histórica de su familia paterna con la Institución Libre de Enseñanza, pues es sobrino-nieto de María Pilar Lamarque Sánchez y Teresa Lamarque Sánchez, docentes en el Instituto Escuela, alojadas en la Residencia de Señoritas y pioneras de las Bibliotecas infantiles.
Inició su doctorado en Historia y Civilización en el año 2003 en el Instituto Universitario Europeo de Florencia, bajo la supervisión de Victoria de Grazia (Columbia University) y Miguel Ángel Ruiz Carnicer (Universidad de Zaragoza). Durante el curso académico de 2006 fue investigador visitante de la Universidad de Madison Wisconsin. Su tesis doctoral, La médula del régimen. El Instituto de Estudios Políticos: creación doctrinal, acción legislativa y formación de elites para la dictadura franquista (1939-1977) fue galardonada con el Premio Miguel Artola del año 2009, concedido por la Asociación de Historia Contemporánea y el Centro de Estudios Políticos y Constitucionales. Entre los años 2010 y 2012 fue investigador posdoctoral en el European Institute de la Columbia University en la ciudad de Nueva York y, durante el curso 2020-2021, miembro científico de la École des hautes études hispaniques et ibériques (Casa de Velázquez, Madrid).
Sus trabajos se centran en la historia comparada de los intelectuales, los movimientos fascistas y de extrema derecha y la dictadura franquista. También se ha ocupado de la historia de artistas e intelectuales como Ramón Acín y Ramón J. Sender, dada su vinculación con la ciudad de Huesca. Es colaborador habitual de distintos medios de comunicación.

## Distinciones
- Premio de Jóvenes Investigadores de la Asociación de Historia Contemporánea (2004)
- Premio Miguel Artola a la mejor tesis de Historia Contemporánea (CEPC, AHC, 2009)

## Obras
- Sesma, Nicolás, En busca del bien común. Biografía de José Larraz López (1904-1973), Biblioteca Aragonesa de Cultura, Zaragoza, 2006.[4]
- Sesma, Nicolás, Antología de la Revista de Estudios Políticos, Centro de Estudios Políticos y Constitucionales / Boletín Oficial del Estado, Madrid, 2009.[5]
- Ruiz Carnicer, Miguel Ángel, Javier Muñoz Soro y Nicolás Sesma, Una juventud en tiempo de dictadura. El Servicio Universitario del Trabajo (SUT), 1950-1969, Los Libros de la Catarata, Madrid, 2021.[6]
- Sesma, Nicolás, Ni una, ni grande, ni libre. La dictadura franquista, Editorial Crítica, Barcelona, 2024.[7][8]